# Tippfehler

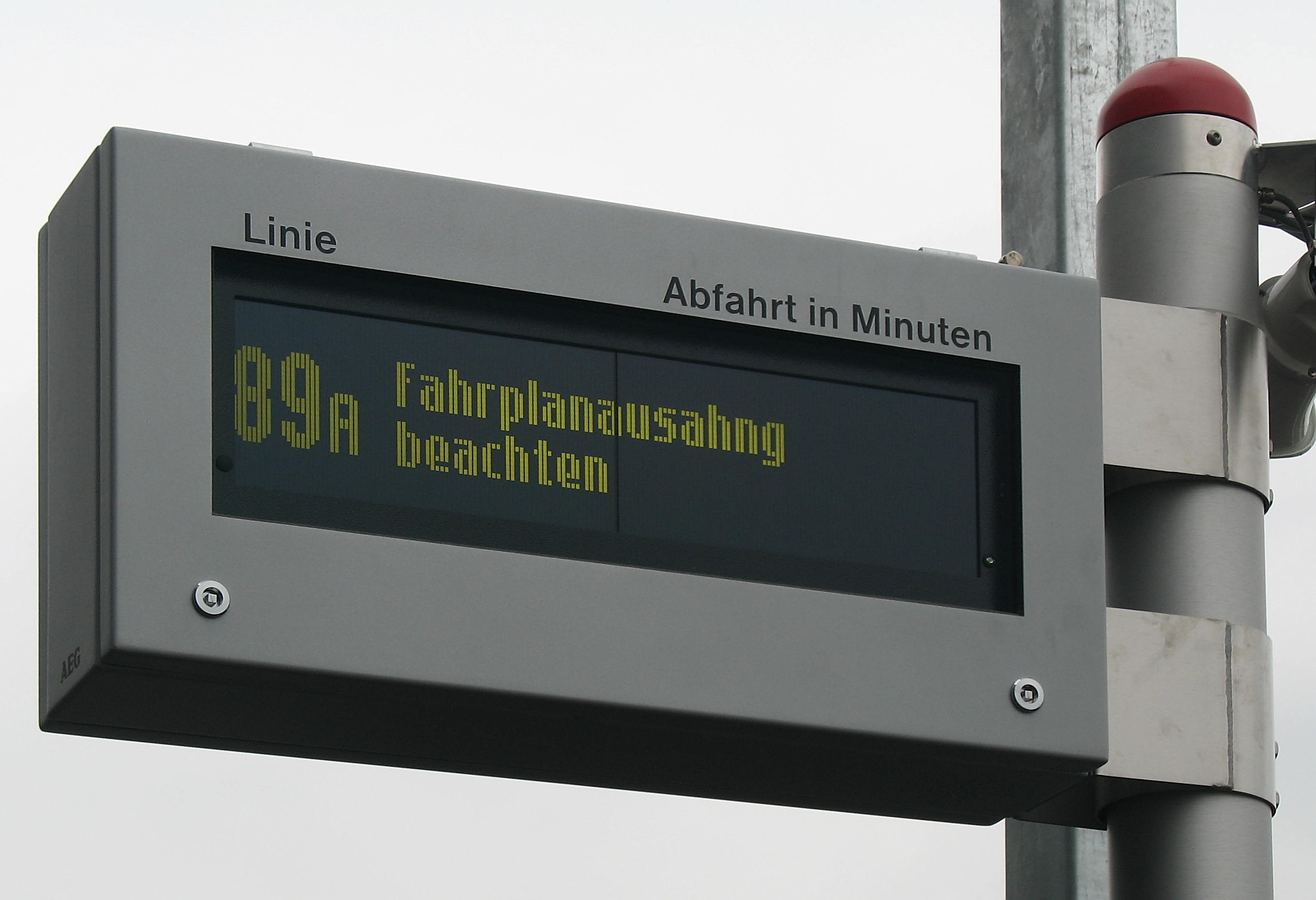
Buchstabendreher auf einer Informationsanzeige in Wien

Ein Tippfehler ist ein unerkannt gebliebener Rechtschreibfehler bei maschinengeschriebenen Texten, der nicht durch Unkenntnis der richtigen Schreibweise entstanden ist, sondern durch mangelnde Konzentration bei der Texteingabe mittels Tastatur.

## Allgemeines
Die Kontaktfläche eines Fingers wird definiert durch den Roll-, Nick- und Gierwinkel, der nicht immer genau die Oberfläche einer Tastatur oder eines Touchscreens trifft. Bei hoher Arbeitsintensität kann es dann zu Fehlbedienungen kommen, die bei mangelnder Selbstkontrolle oder Konzentration zur Datenfreigabe fehlerhafter Eingaben führen. Die Häufigkeit von Tippfehlern ist ein Kriterium bei der Messung des Tippverhaltens.
Die meisten Tippfehler kommen durch falsche, zusätzliche oder fehlende Buchstaben oder Zahlen oder durch Vertauschungen aufeinanderfolgender Buchstaben- oder Zahlenreihen (Zahlendreher) zustande. Oft wird ein Buchstabe oder eine Zahl eingegeben, deren Taste auf der Tastatur der gewünschten richtigen Taste benachbart ist. Ein Beispiel für einen typischen Tippfehler ist „Beispeil“ (Buchstabendreher im Wort „Beispiel“). Dagegen ist „Standart“ (statt „Standard“) ein Beispiel für einen Rechtschreibfehler, der in der Regel keinen Tippfehler darstellt.
Im Finanzwesen können Tippfehler als Fat-Finger-Fehler zu erheblichen finanziellen Schäden führen.

## Arten

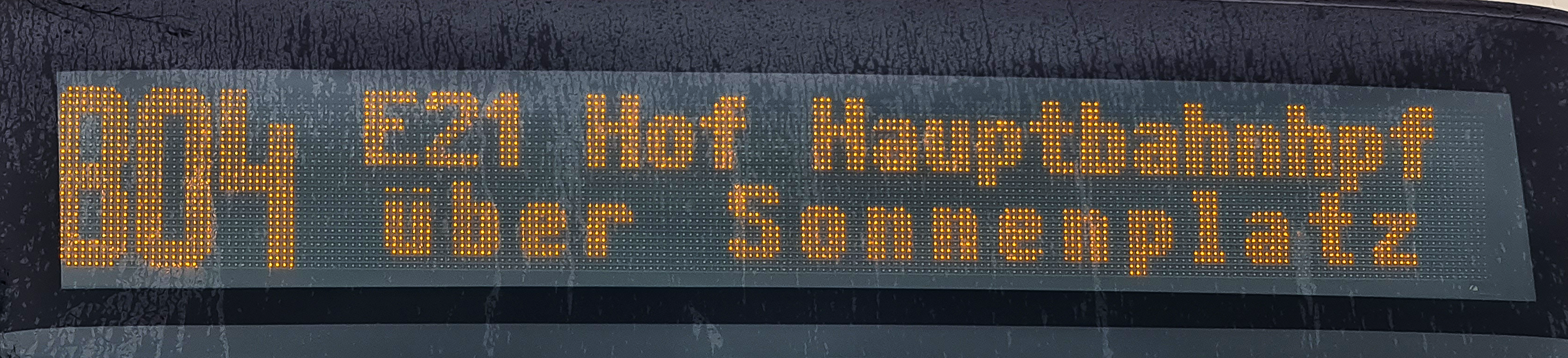
Ein Vertipper: Statt des o wurde das danebenliegende p getippt, was es zum „Hauptbahnhpf“ macht

Etwa 80 % aller Tippfehler entfallen auf die vier Fehlerarten Vertipper (z. B. „Kindrr“ statt „Kinder“), Vertauscher („Kindre“), Einfüger („Kindder“) und Auslasser („Kindr“). Diese Fehlerarten heißen auch Elementarfehler, wobei Vertipper und Vertauscher häufiger vorkommen als Auslasser und Einfüger, Letztere wiederum sind seltener als Auslasser. Bei Anwendung des Zehnfingersystems kann es zudem zur fehlerhaften Synchronisation der linken und rechten Hand kommen, so dass eine Vertauschung durch Transposition vorliegt („Kidner“). Oft ist nicht erkennbar, ob ein Tippfehler oder Rechtschreibfehler vorliegt, denn bei „Ferd“ (statt „Pferd“) kann es sich auch um einen Auslasser handeln.

## Schreibmaschine
Bei Schreibmaschinen ohne Löschband, wie sie jahrzehntelang in Büros eingesetzt wurden, stellten Tippfehler oft ein schwerwiegendes Problem dar. Im Geschäftsverkehr musste bei einem Tippfehler das gesamte Blatt neu fehlerfrei abgeschrieben werden. Somit hatten Tippfehler einen deutlich spürbaren Einfluss auf die Effizienz einer Sekretärin. Ein zeitsparender Notbehelf, wenn kein makelloses Schriftbild benötigt wurde, war die Verwendung von Korrekturfolie oder flüssigem Korrekturmittel (Tipp-Ex) zum Ausbessern von vertippten Buchstaben, das Überkleben fehlerhafter Abschnitte sowie das später aufgekommene Löschband (ein Farbband mit weißer Farbe).

## Computer
Mit dem technischen Fortschritt und der Umstellung von der Schreibmaschine auf PCs und Drucker wurde das Tippfehlerproblem deutlich abgefangen; denn nun konnte Korrektur gelesen werden, bevor ein Text endgültig ausgedruckt wurde. Heute enthalten viele Textverarbeitungsprogramme außerdem eine automatische Rechtschreibprüfung, mit der ein Teil der Rechtschreibfehler und die meisten Tippfehler in einem Text schnell gefunden werden können. Manche Texteditoren oder Textverarbeitungsprogramme korrigieren typische Tippfehler bereits automatisch während der Eingabe. Diese Funktion kann jedoch auch störend wirken, wenn sie bestimmte korrekte Schreibweisen irrtümlich als Tippfehler ansieht und automatisch zu einer vom Benutzer nicht gewünschten Schreibweise verändert.

## Programmierung
Auch in der Programmierung gibt es häufig Tippfehler (Syntaxfehler), die zu einem Fehler des Programms führen. Eine Rechtschreibprüfung ist hier meistens nicht brauchbar, da der Quelltext sehr viele neu definierte Wörter (z. B. Variablen- und Funktionsnamen) enthält; es gibt jedoch schon Entwicklungsumgebungen, die eine Rechtschreibüberprüfung bereitstellen (z. B. Intellij). Auch helfen in Texteditoren zur Programmentwicklung die Syntaxhervorhebung und die Autovervollständigung, bestimmte Arten von Tippfehlern bereits beim Schreiben des Programms zu bemerken. Eine Syntaxprüfung erfolgt z. B. im Compiler.

## URLs/Websites
Es gibt Betreiber von Websites, die versuchen, Tippfehler von Internetnutzern beim Eingeben einer URL in einen Browser auszunutzen, um sie auf ihre eigenen Sites zu lenken. Sie registrieren dazu Domains, die denen bekannter Websites sehr ähnlich sind (Beispiel: „wikpedia.org“ statt „wikipedia.org“). Diese Praxis ist als Typosquatting bekannt.